# Кватер, Ефим Ильич
Ефим Ильич Кватер (1894―1972) ― советский акушер-гинеколог, доктор медицинских наук, профессор. Известен как специалист в области обезболивания родов.

## Биография
Родился 31 августа 1894 года в Белостоке Гродненской губернии, был старшим ребёнком в семье Элии (Ильи) Сарьевича Кватера (1868—1942) и Ханы Айзиковны Кватер (в девичестве Швиф, 1872—1942).
В 1920 году окончил медицинский факультет Казанского университета, в том же году мобилизован  в Красную Армию.
После демобилизации в 1921 году назначен руководителем издательским отделом Народного комиссариата здравоохранения РСФСР. Одновременно работал врачом-экстерном в клинике акушерства и гинекологии в 1-м МГУ. 
В 1931 году стал доцентом кафедры акушерства и гинекологии  в Первом Московского медицинского института, а с 1934 г. по 1952 г. был заведующим кафедрой акушерства и гинекологии Санитарно-гигиенического факультета. В 1941 году был эвакуирован в Уфу.
В декабре 1942 года мобилизован в ряды Красной Армии. До июня 1943 года служил заместителем главного гинеколога  Военно-санитарного управления Красной Армии, после этого был армейским гинекологом 1-й воздушной истребительной армии Западного фронта ПВО. В 1946 году демобилизован из армии в звании подполковника медицинской службы. Родители и брат Овсей (1905—1942) были убиты во время оккупации.
C 1956 по 1958 год заведовал эндокринологическим отделением Всесоюзного института акушерства и гинекологии.
Умер в 1972 году в Москве.

## Влад в науку
Занимался вопросами обезболивания родов. Изучал обмен веществ в акушерско-гинекологической практике, токсикоз беременности, злокачественные опухоли половой сферы женщин.

## Награды
- Орден Красной Звезды
- Орден Отечественной войны I степени
- Медаль «За оборону Москвы»
- Медаль «За победу над Германией в Великой Отечественной войне 1941–1945 гг.»[5]

## Сочинения
- Рак женской половой сферы. М. – Л., 1931 (соавт.)
- Обезболивание родов. М. – Л., 1937 (соавт.)
- Гормональная диагностика и терапия в акушерстве и гинекологии. М., 1967.